# تشيت باورز
تشيت باورز (بالإنجليزية: Chet Bowers)‏ هو كاتب أمريكي، ولد في 4 يونيو 1935 في بورتلاند في الولايات المتحدة، وتوفي في 13 يوليو 2017.